# マウリシオ・ポチェッティーノ
マウリシオ・ロベルト・ポチェッティーノ・トロセーロ（Mauricio Roberto Pochettino Trossero、1972年3月2日 - ）は、アルゼンチン出身の元プロサッカー選手、現サッカー指導者。アメリカ代表監督。元アルゼンチン代表。現役時代のポジションはディフェンダー（センターバック）。

## 選手経歴
ニューウェルズ・オールドボーイズからデビューし、1994年にスペイン・プリメーラ・ディビシオン（1部）に昇格したばかりのエスパニョールに移籍した。6シーズン半の間クラブに不可欠な選手であり、1999-2000シーズンにはコパ・デル・レイ優勝を果たした。
2001年1月、フランス・リーグ・アンのパリ・サンジェルマンに移籍し、ここでもレギュラーポジションを獲得した。2003年夏にボルドーに移籍したが、半年後には降格の危機に瀕していた古巣のエスパニョールにレンタル移籍で復帰した。
2003-04シーズンは最終節でプリメーラ・ディビシオン残留を決めると、2004年6月にはフリートランスファーでエスパニョールに完全移籍し、現役最終シーズンとなった2005-06シーズン以外はレギュラーとしてプレーした。同シーズンにはコパ・デル・レイで自身2度目の優勝を果たし、34歳で現役引退した。エスパニョールでは2度の在籍期間にクラブの外国籍選手最多出場記録となるリーグ戦275試合に出場した。
アルゼンチン代表ではコパ・アメリカ1999、2002 FIFAワールドカップに出場、日韓ワールドカップでは、グループリーグ第2戦のイングランド戦（札幌ドーム）でマイケル・オーウェンへのファウルでPKを取られ、デビッド・ベッカムにこれを決められ、0-1と敗れた。

## 指導者時代
自身の現役時代にアルゼンチン代表の監督を務めていたのがマルセロ・ビエルサであり、指導者としてもビエルサの系譜を継ぐとされる。
2009年1月、18位と低迷していた古巣エスパニョールの監督に就任。まだ十分に練習もできていない中、格上のバルセロナ戦を前にして選手たちに「ハイプレスでいく」と宣言し、チームは実際に果敢にハイプレスをかけ続け、スコアレスで勝ち点1を獲得した。試合後、無謀とも思われた戦術について問われると「フィールドには人生が表れる。勇敢な人生を送りたいなら勇敢にプレイするしかない。私は他にやり方を知らない」と答えた。4月の半ばには最下位が定位置であったが、ラスト10試合で8勝1分1敗という巻き返しを見せ、最終的には10位まで盛り返してシーズンを終えた。6月上旬にはクラブとの契約延長が決定。2009-10シーズンはクラブの象徴的な選手であるラウール・タムードを戦力外とするなど独自色を出し、再びリーグ中位でシーズンを終えた。2010年9月28日、エスパニョールとの契約を1年延長して2012年6月30日までとした。
2012年11月26日、成績不振のためエスパニョールの監督を解任された。
2013年1月18日にナイジェル・アドキンスのあとを継いで、サウサンプトンの監督に就任。エスパニョール監督を解任されたばかりということもあり懐疑的な見方をされたが、降格圏に沈んでいたチームを立て直して14位まで引き上げ、2012-13シーズンの残留を達成。2013-14シーズンにはサウサンプトンをプレミアリーグ初の8位に導いた。
2014年5月27日、サウサンプトンでの成績が認められトッテナム・ホットスパーの監督に就任。契約期間は5年。2015-16シーズンは3位、2016-17シーズンは2位と2シーズン連続でチームを優勝争い、2017-18年と3期連続チャンピオンズリーグ出場に導き好成績を収めた。2018年5月24日、トッテナムと2023年まで契約を更新した。
UEFAチャンピオンズリーグ 2018-19では、準々決勝で同国のマンチェスター・シティを、準決勝でアヤックスを破り、チーム史上初のファイナル進出へと導いた。
2019年11月19日、プレミアリーグ開幕から12戦で3勝と不調に陥り、成績不振としてトッテナムから解任された。
2021年1月3日、現役時代の古巣であるパリ・サンジェルマンの監督に就任した。初年度はトゥヘルの後を受けての就任となり、チームを立て直すものの、チャンピオンズリーグはベスト4敗退、リーグは2位となり4連覇を逃すこととなった。2021-22シーズンはACミランからジャンルイジ・ドンナルンマ、リヴァプールからジョルジニオ・ワイナルドゥム、レアル・マドリードからセルヒオ・ラモス、バルセロナからリオネル・メッシを獲得するなど超大型補強をしてシーズンに臨み、リーグは勝ち点差15を付けての圧倒的な強さで優勝したものの、クープ・ドゥ・フランスはベスト16敗退、トロフェ・デ・シャンピオンも逃し、チャンピオンズリーグもベスト16で敗れたことが決定打となり解任となった。
2023年5月29日、チェルシーの監督に就任した。
2024年5月21日、チェルシーは双方合意でポチェッティーノと契約解除することを発表した。
同年9月10日、アメリカ代表の監督に就任した。

## 個人成績
| クラブ                           | シーズン | リーグ | リーグ | カップ | カップ | リーグカップ | リーグカップ | 国際大会 | 国際大会 | 通算 | 通算 |
| クラブ                           | シーズン | 出場   | 得点   | 出場   | 得点   | 出場         | 得点         | 出場     | 得点     | 出場 | 得点 |
| -------------------------------- | -------- | ------ | ------ | ------ | ------ | ------------ | ------------ | -------- | -------- | ---- | ---- |
| ニューウェルズ・オールドボーイズ | 1988-89  | 4      | 0      | —      | —      | —            | —            | —        | —        | 4    | 0    |
| ニューウェルズ・オールドボーイズ | 1989-90  | 30     | 0      | —      | —      | —            | —            | —        | —        | 30   | 0    |
| ニューウェルズ・オールドボーイズ | 1990-91  | 34     | 4      | —      | —      | —            | —            | —        | —        | 34   | 4    |
| ニューウェルズ・オールドボーイズ | 1992-92  | 28     | 3      | —      | —      | —            | —            | —        | —        | 28   | 3    |
| ニューウェルズ・オールドボーイズ | 1992-93  | 32     | 1      | —      | —      | —            | —            | —        | —        | 32   | 1    |
| ニューウェルズ・オールドボーイズ | 1993-94  | 25     | 0      | —      | —      | —            | —            | —        | —        | 25   | 0    |
| ニューウェルズ・オールドボーイズ | 通算     | 153    | 8      | —      | —      | —            | —            | —        | —        | 153  | 8    |
| エスパニョール                   | 1994-95  | 34     | 0      | 1      | 0      | —            | —            | —        | —        | 35   | 0    |
| エスパニョール                   | 1995-96  | 39     | 3      | 9      | 0      | —            | —            | —        | —        | 48   | 3    |
| エスパニョール                   | 1996-97  | 37     | 3      | 6      | 0      | —            | —            | 4        | 0        | 47   | 3    |
| エスパニョール                   | 1997-98  | 35     | 2      |        |        | —            | —            | —        | —        | 35   | 2    |
| エスパニョール                   | 1998-99  | 26     | 0      | 3      | 1      | —            | —            | —        | —        | 29   | 1    |
| エスパニョール                   | 1999-00  | 29     | 1      | 7      | 0      | —            | —            | —        | —        | 36   | 1    |
| エスパニョール                   | 2000-01  | 16     | 2      | 2      | 0      | —            | —            | 6        | 0        | 24   | 2    |
| エスパニョール                   | 通算     | 216    | 11     | 28     | 1      | —            | —            | 10       | 0        | 254  | 12   |
| パリ・サンジェルマン             | 2000-01  | 7      | 1      | 1      | 0      | —            | —            | —        | —        | 8    | 1    |
| パリ・サンジェルマン             | 2001-02  | 28     | 1      | 2      | 0      | 2            | 0            | 10       | 0        | 42   | 1    |
| パリ・サンジェルマン             | 2002-03  | 35     | 2      |        |        | 5            | 1            | 5        | 1        | 45   | 4    |
| パリ・サンジェルマン             | 通算     | 70     | 4      | 3      | 0      | 7            | 1            | 15       | 1        | 95   | 6    |
| ジロンダン・ボルドー             | 2003-04  | 11     | 1      | 1      | 0      |              |              | 4        | 0        | 16   | 1    |
| エスパニョール                   | 2003-04  | 21     | 1      | —      | —      | —            | —            | —        | —        | 21   | 1    |
| エスパニョール                   | 2004-05  | 27     | 1      | 0      | 0      | —            | —            | —        | —        | 27   | 1    |
| エスパニョール                   | 2005-06  | 11     | 0      | 2      | 0      | —            | —            | 3        | 1        | 16   | 1    |
| エスパニョール                   | 通算     | 59     | 2      | 2      | 0      | —            | —            | 3        | 1        | 64   | 3    |
| 総通算                           | 総通算   | 509    | 26     | 34     | 1      | 7            | 1            | 32       | 2        | 582  | 30   |

## 代表歴

### 出場大会
- アルゼンチン代表
  - 2002 FIFAワールドカップ

### 試合数
- 国際Aマッチ 20試合 2得点（1999年-2002年）[14]

| アルゼンチン代表 | 国際Aマッチ | 国際Aマッチ |
| 年               | 出場        | 得点        |
| ---------------- | ----------- | ----------- |
| 1999             | 6           | 1           |
| 2000             | 2           | 0           |
| 2001             | 6           | 1           |
| 2002             | 6           | 0           |
| 通算             | 20          | 2           |

## 監督成績
2024年2月12日現在
| クラブ                   | 国               | 就任          | 退任           | 記録 | 記録 | 記録 | 記録 | 記録   |
| クラブ                   | 国               | 就任          | 退任           | 試   | 勝   | 分   | 敗   | 勝率   |
| ------------------------ | ---------------- | ------------- | -------------- | ---- | ---- | ---- | ---- | ------ |
| エスパニョール           | スペインの旗     | 2009年1月20日 | 2012年11月26日 | 161  | 53   | 38   | 70   | 032.92 |
| サウサンプトン           | イングランドの旗 | 2013年1月18日 | 2014年5月27日  | 60   | 23   | 18   | 19   | 038.33 |
| トッテナム・ホットスパー | イングランドの旗 | 2014年5月27日 | 2019年11月19日 | 293  | 159  | 62   | 72   | 054.27 |
| パリ・サンジェルマン     | フランスの旗     | 2021年1月2日  | 2022年7月5日   | 84   | 55   | 15   | 14   | 065.48 |
| チェルシー               | イングランドの旗 | 2023年7月1日  | 2024年5月21日  | 32   | 16   | 5    | 11   | 050.00 |
| 通算                     | 通算             | 通算          | 通算           | 630  | 305  | 139  | 186  | 048.41 |

## タイトル

### 選手時代

#### クラブ
RCDエスパニョール
- コパ・デル・レイ : 2000, 2006

### 指導者時代

#### クラブ
パリ・サンジェルマン
- リーグ・アン:2021‐22
- トロフェ・デ・シャンピオン : 2020
- クープ・ドゥ・フランス : 2021

#### 個人
- プレミアリーグ月間最優秀監督 : 4回（2013年10月、2015年9月、2016年2月、2017年4月）